# Cassiber
Cassiber est un groupe d'avant-rock allemand. Il est formé en 1982 par le compositeur et saxophoniste Alfred Harth, le compositeur, metteur en scène et claviériste allemand Heiner Goebbels, le batteur anglais Chris Cutler du groupe Henry Cow et le guitariste allemand Christoph Anders. Le groupe a enregistré cinq albums, a beaucoup tourné en Europe, Asie et Amérique du Nord, puis s'est dissout en 1992.

## Biographie
En août 1982, les trois membres, Anders, Goebbels et Harth, qui avaient travaillé ensemble comme saxophonistes au sein du Frankfurter Linksradikalem Blasorchester, font la rencontre de Chris Cutler lors d'une séance d'improvisation de onze jours au studio Swiss Sunrise ; l'idée était de former un petit groupe avec lequel ils pourraient toucher un public différent. L'approche de Cassiber était d'improviser des morceaux complets, qui, cependant, ne tenaient pas du free jazz, mais plutôt de structures mélodiques et rythmiques reconnaissables, même si elles étaient abandonnées. Après un « après-midi frustrant » au studio, les bandes d'enregistrements des cinq premiers jours sont complètement abandonnés. Néanmoins, suffisamment de morceaux sont enregistrés pour publier un double album (LP). Le 1er octobre déjà, le groupe se produit au Frankfurt Jazzfestival.
Dans les années suivantes, le groupe joue lors de nombreux festivals en Europe, mais également en Asie, au Brésil et en Amérique du Nord. En 1983 et 1984, ils s'associent à d'autres groupes comme Duck and Cover, et Cassix. Après le départ de Harth en 1986, le groupe continue en trio et prend d'après Chris Cutler « une attitude différente à la composition : plus réfléchie et dramatique » ; pour les concerts en solo, le trio accueille des artistes invités. Cassiber donne son dernier concert le 13 décembre 1992 à Lisbonne, au Portugal. 

## Style musical
Leur style musical est un mélange de speed-punk, free jazz et sampling avec incorporations de sons ready-made dont des actualités radiophoniques. Ils étaient renommés pour l'« intensité frénétique » de leurs lives. Un critique de Time Out écrit que Cassiber jouaient comme s'il ne leur restait qu'une minute à vivre. Ils étaient aussi notés pour leur style de jeu, « improvisant des 'morceaux entiers' ».
Fred Frith juge leur style comme suit: « Les collisions de l'énergie punk brute et de la passion du free-jazz n'étaient pas rares à l'époque, mais se mêlaient aux samples et rythmes, avec des compositions tordues et un mélange d'influences oscillant entre Eisler, Prince et Robert Wyatt, dans une performance de pure virtuosité. C'était ahurissant, surtout si on se consacrait à la politique. »

## Membres
- Christoph Anders – chant, synthétiseur, orgue, guitare électrique, saxophone ténor, samples, violon
- Chris Cutler – batterie acoustique, électrique, bruits, vocaux
- Heiner Goebbels – piano, synthétiseur, orgue, violon, guitare électrique et acoustique, basse, samples, chant
- Alfred 23 Harth – saxophones alto, ténor et baryton, trompette, trombone, clarinette, clarinette basse, violoncelle, guimbarde, vocaux

## Discographie

### Albums studio
- 1982 : Man or Monkey? (2xLP, Riskant, Germany + CD Recommended Records, UK)
- 1984 : Beauty and the Beast (Riskant, Germany + LP et CD Recommended Records, UK)
- 1986 : Perfect Worlds (Recommended Records, UK)
- 1990 : A Face We All Know (Recommended Records, UK)
- 1998 : Live in Tokyo (Recommended Records, UK)
- 2012 : The Way It Was (Recommended Records, UK)

### Singles
- 1984 : Time Running Out (one-sided 7", Recommended Records, UK) – sorti avec l'édition de souscription du LP Beauty and the Beast

### Compilations
- 2013 : 1982–1992 (6 CD + DVD, Recommended Records, UK) – également connu comme The Cassiber Box[6]